# Universidad de St. Matthew
La  Universidad de St. Matthew (en inglés: St. Matthew's University; SMU) es una universidad privada ubicada en Gran Caimán, islas Caimán, en el Caribe. La SMU cuenta con una facultad de Medicina y una facultad de Medicina Veterinaria, que confieren grados de doctor en Medicina y doctor en Veterinaria, respectivamente. La Universidad de St. Matthew es propiedad de la Educación R3 Education, Inc.
La SMU fue fundada en Belice en 1997. En 2001, el consejo de administración cambió bruscamente la administración de la universidad, los directivos fueron despedidos de sus cargos en el campus. En 2002, la escuela se trasladó a las islas Caimán bajo el presidente interino BD Owens.